# Fonty Flock
Truman Fontell „Fonty“ Flock (* 21. März 1920 in Fort Payne, Alabama; † 15. Juli 1972) war ein US-amerikanischer NASCAR-Rennfahrer. Fonty Flock war der Bruder der NASCAR-Pioniere Tim Flock und Bob Flock sowie der zweiten Frau, die in einem NASCAR-Rennen antrat, Ethel Mobley. Die vier Geschwister fuhren am 10. Juli 1949 ein Rennen auf dem Daytona Beach Road Course. Es war das erste Rennen, bei dem ein Bruder und eine Schwester gleichzeitig antraten sowie das einzige NASCAR-Rennen, bei dem vier Geschwister gleichzeitig antraten.

## Karriere

### Schwarzbrennerei
Wie viele andere frühen NASCAR-Fahrer begann Fontys Karriere mit dem Schmuggeln von illegal gebrannten Spirituosen. Nachdem er zunächst den Alkohol mit dem Fahrrad verteilte, nutzte er seinen Wagen, als er älter wurde. Später sagte er zu seiner Zeit als Schmuggler: „I used to deliberately seek out the sheriff and get him to chase me. […] It was fun, and besides we could send to California to get special parts to modify our cars, and the sheriff couldn't afford to do that.“ – zu deutsch: „Ich habe mit Absicht den Sheriff aufgesucht, damit er mich verfolgt. […] Es hat Spaß gemacht und nebenbei konnten wir uns die besonderen Teile aus Kalifornien besorgen, mit denen wir unsere Autos modifiziert haben, und der Sheriff konnte sich dies nicht leisten.“ 

### Frühen Jahre
Im Jahre 1940 gewann er ein Rennen über 100 Meilen im Lakewood Park in Atlanta, Georgia und fuhr Rennen auf unasphaltierten Rennstrecken, den sogenannten Dirt Tracks.
Am 27. Juli 1941 qualifizierte er sich auf der Pole-Position für das Rennen auf dem Daytona Beach Road Course neben Roy Hall. Flock ging zunächst in Führung, bevor er und Hall in der Südkehre zusammenstießen. Flock überschlug sich und landete kopfüber in den Büschen. Da der Sicherheitsgurt bei diesem Unfall kaputt ging, wurde Flock in seinem Auto herumgeschleudert und anschließend mit dem Krankenwagen in ein Krankenhaus gebracht. Er erlitt bei diesem Unfall einen gebrochenen Brustkorb, ein gebrochenes Becken, Verletzungen an Kopf und Rücken sowie einen schweren Schock.
Nachdem er anschließend vier Jahre in der United States Army während des Zweiten Weltkrieges diente, setzte er die Saisons 1945 und 1946 aus, um sich von seinen Verletzungen zu erholen. Sein Bruder überzeugte den Wagenbesitzer Ed Schenck Flock in seinem Wagen beim ersten Rennen auf dem North Wilkesboro Speedway am 5. Mai 1947 fahren zu lassen. Flock holte sich die Pole-Position und gewann seinen Vorlauf. Anschließend gewann er das Hauptrennen über 30 Runden, nachdem er zuvor viereinhalb Jahre kein Rennen gefahren war. Später in der Saison übernahm er den Wagen von seinem Bruder Bob, nachdem dieser sich den Rücken gebrochen hatte. In dieser Saison gewann er 47 Rennen und schlug Ed Samples sowie Red Byron im Kampf um die National-Championship-Stock-Car-Circuit-Meisterschaft.

### NASCAR
Im Jahre 1949 trat er in der NASCAR National Modified-Meisterschaft an, gewann elf Rennen und auch den Titel. Zudem trat Flock auch in sechs der acht Strictly Stock-Rennen an und wurde Fünfter in der Gesamtwertung. 1951 fuhr er die volle Saison in der in Grand National umbenannten Strictly Stock-Serie. Mit acht Siegen, 22 Top-10 und 13 Pole-Positionen wurde er Zweiter in der Meisterschaft. In der darauffolgenden Saison siegte Flock zweimal, erzielte 17 Top-10-Ergebnisse und sieben Pole-Positionen. Damit wurde er in der Meisterschaft Vierter.
Beim Rennen auf dem Daytona Beach Road Course im Jahre 1953 führte er mit über einer Minute Vorsprung, als ihm nach überqueren der weißen Flagge das Benzin ausging. Sein Teamkollege schob den Wagen zum Auftanken in die Box und Bill Blair überholte ihn in seinem Oldsmobile. Flock wurde mit 26 Sekunden Zweiter. Mit vier Siegen, 17 Top-10-Ergebnissen und drei Pole-Positionen wurde er erneut Vierter in der Meisterschaft.
Im Jahre 1954 eröffnete Flock eine Versicherungsagentur und fuhr danach zunächst nur zeitweise Rennen. Im darauffolgenden Jahr fuhr er 31 der 45 Saisonrennen. Mit drei Siegen, 14 Top-10-Ergebnisse und sechs Pole-Positionen belegte er in der Gesamtwertung den elften Platz. In der Saison 1956 erzielte er seinen letzten Sieg auf dem Charlotte Speedway.
Im Jahr 1957 ging er zunächst nur auf dem Daytona Beach Road Course an den Start. Nachdem sich Herb Thomas beim Training zum Southern 500 verletzt hatte, sprang Flock als Ersatz ein. Der Wagen selbst befand sich in schlechtem Zustand und in der sechsten Runde platzte ein Reifen. Flock kam unverletzt davon und entschied sich daraufhin vom Rennsport zurückzutreten.